# Adiantum gomphophyllum
Adiantum gomphophyllum är en kantbräkenväxtart som beskrevs av Bak. Adiantum gomphophyllum ingår i släktet Adiantum och familjen Pteridaceae. Inga underarter finns listade.